# NGC 7369
NGC 7369 é uma galáxia espiral (Sc) localizada na direcção da constelação de Pegasus. Possui uma declinação de +34° 21' 06" e uma ascensão recta de 22 horas, 44 minutos e 12,2 segundos.
A galáxia NGC 7369 foi descoberta em 29 de Agosto de 1865 por Heinrich Louis d'Arrest.